# КрАЗ-255Б
КрАЗ-255Б — советский крупнотоннажный грузовой автомобиль-вездеход с колёсной формулой 6 × 6. Предназначен для транспортировки грузов и личного состава по дорогам и бездорожью.

## История
КрАЗ-255Б был создан на основе КрАЗ-214Б, от которого унаследовал общую компоновку. Среди основных отличий — более мощный и экономичный мотор ЯМЗ-238 и широкопрофильные шины с системой централизованного регулирования давления.
В июле 1967 года КрАЗ-255Б был поставлен на конвейер Кременчугского автомобильного завода, с 8 августа 1967 года началось массовое производство, всего было выпущено почти 82 тысячи автомобилей этой модели.
С учётом шасси и специальных машин, до прекращения производства в 1994 году было выпущено 160 732 автомашины семейства КрАЗ-255Б и КрАЗ-255Б1.
В 1975 году КрАЗ-255Б был награждён Государственным знаком качества СССР.
Среди водителей автомобиль получил неофициальное прозвище «Лаптёжник».
Наибольшее количество автомашин семейства КрАЗ-255Б/Б1 было выпущено в 1978—1987 годы (когда объёмы производства составляли 7500—8000 автомашин ежегодно).
В результате совершенствования конструкции с течением времени ресурс выпускаемых КрАЗ-255Б увеличивался: если до 1970 года ресурс КрАЗ-255Б составлял 80 тыс. км, то у выпущенных в 1970—1979 годах — 125 тыс. км, а у выпущенных в 1980—1982 годах — 140 тыс. км.
В конце 1980-х годов при эксплуатации КрАЗ-255Б в армейских частях общая трудоёмкость текущего ремонта КрАЗ-255Б составляла 8,9 часа на 1000 км пробега автомашины.

## Описание конструкции
Кабина трёхместная, с деревянным каркасом и металлической обшивкой.
Все автомобили семейства КрАЗ-255 оснащены дизельным V-образным 8-цилиндровым двигателем ЯМЗ-238. Двигатель имеет по два клапана на каждый цилиндр. Максимальная мощность двигателя — 240 л. с. при 2100 об/мин, максимальный крутящий момент — 90 кгс·м при 1500 об/мин. Степень сжатия — 16,5. Рабочий объём — 14,86 л.
Сцепление ЯМЗ-238, фрикционного типа, двухдисковое, сухое, с цилиндрическими нажимными пружинами.
Коробка передач — механическая (сначала ЯМЗ-236С, затем ЯМЗ-236Н), с неподвижными осями валов, шестернями постоянного зацепления (кроме шестерён I передачи и заднего хода), трёхходовая, пятиступенчатая, с синхронизаторами на II—III и IV—V передачах.
Раздаточная коробка — механическая, двухступенчатая с межосевым дифференциалом для задней тележки; включает коробку отбора мощности на лебёдку или дополнительное оборудование.
Карданная передача состоит из пяти карданных валов и промежуточной опоры. Все валы открытого типа.
Все три моста — ведущие и унифицированные по основным деталям. Каждый мост имеет двухступенчатый редуктор и полностью разгруженные полуоси. Передний мост имеет шарниры равных угловых скоростей (ШРУСы) для передачи крутящего момента на ведущие колёса во время поворота. Средний мост отличается от остальных наличием обработанной площадки для установки промежуточной опоры карданного вала заднего моста.
Подвеска:
- передняя — на двух продольных полуэллиптических рессорах с двумя амортизаторами. Амортизаторы гидравлические, телескопические, двустороннего действия;
- задняя — балансирного типа на двух продольных полуэллиптических рессорах с шестью реактивными штангами.

Рулевой механизм — типа гайки-рейки с перекатывающимися шариками и зубчатым сектором. Имеется гидроусилитель поршневого типа.
Тормоза — барабанные, с пневматическим приводом; имеется вспомогательный моторный тормоз-замедлитель компрессионного типа с пневмоприводом. Стояночный тормоз — барабанный на трансмиссию с механическим приводом.
Дополнительное оборудование:
- предпусковой подогреватель двигателя ПЖД-4АБ[2];
- система централизованного регулирования давления воздуха в шинах (КрАЗ-255Б и КрАЗ-255В);
- лебёдка (КрАЗ-255Б и КрАЗ-255Л).

До 1969 года у КрАЗ-214 и 255Б устанавливались фары с индивидуальным обтекаемым корпусом, отдельно от указателей поворотов каплевидной формы. С 1969 года был изменён дизайн передней светотехники: фары и поворотники устанавливались в прямоугольные металлические короба.
С 1979 года выпускалась модернизированная версия — КрАЗ-255Б1, которая имела раздельный привод тормозов и другие незначительные конструкционные изменения.
В 1985 году в конструкцию выпускаемых автомашин были внесены улучшения: освоена новая конструкция осей балансирных подвесок, разработанная специалистами КрАЗ совместно с Днепропетровским металлургическим институтом (замена сплошной оси на ось, изготовленную из толстостенной стальной трубы позволила увеличить ресурс детали с 1,265 млн до 1,383 млн циклов нагружения), в конструкции платформ перешли от использования горячекатаного листа толщиной 3 мм к использованию холодногнутых профилей толщиной 2,5 мм (что позволило повысить прочность и жёсткость платформы, снизить массу платформы для КрАЗ-255Б на 34 кг и уменьшить расход металла), для изготовления руля вместо ацетобутиратцеллюлозного этрола стали использовать морозостойкий полипропилен «Сильпон-4».
Шины 1300×530-533. Запас хода 750 км. Аккумулятор 6СТ-182ЭМ (2 шт.). Радиус поворота 14,2 м. Преодолеваемый подъём 58 %. Глубина брода 1 м.

## Варианты и модификации

### Военные

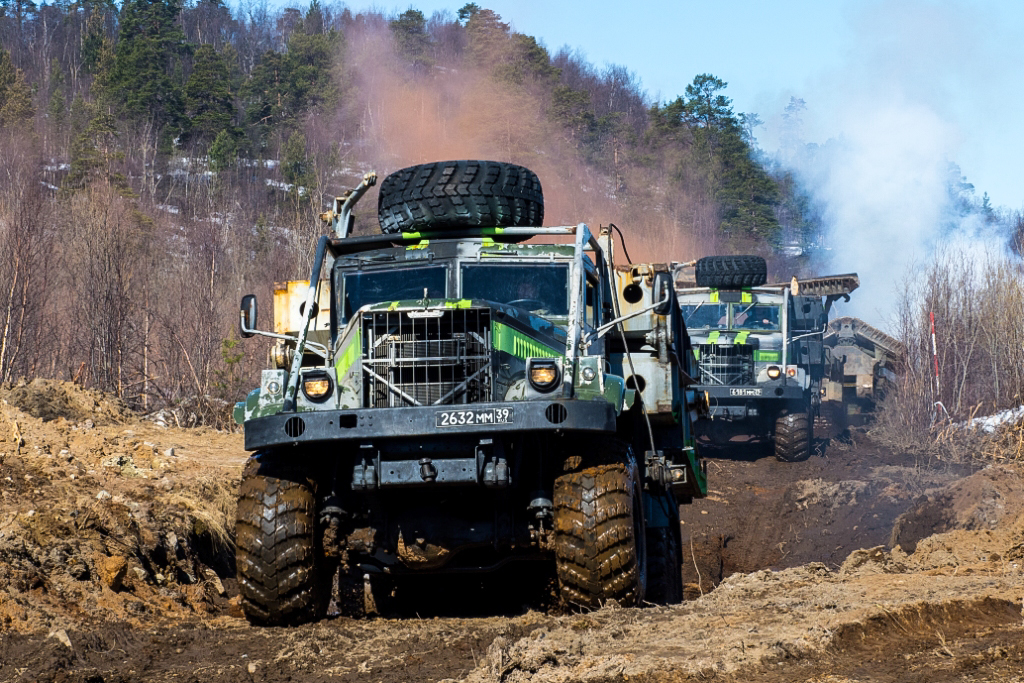
Тяжёлый механизированный мост ТММ-3

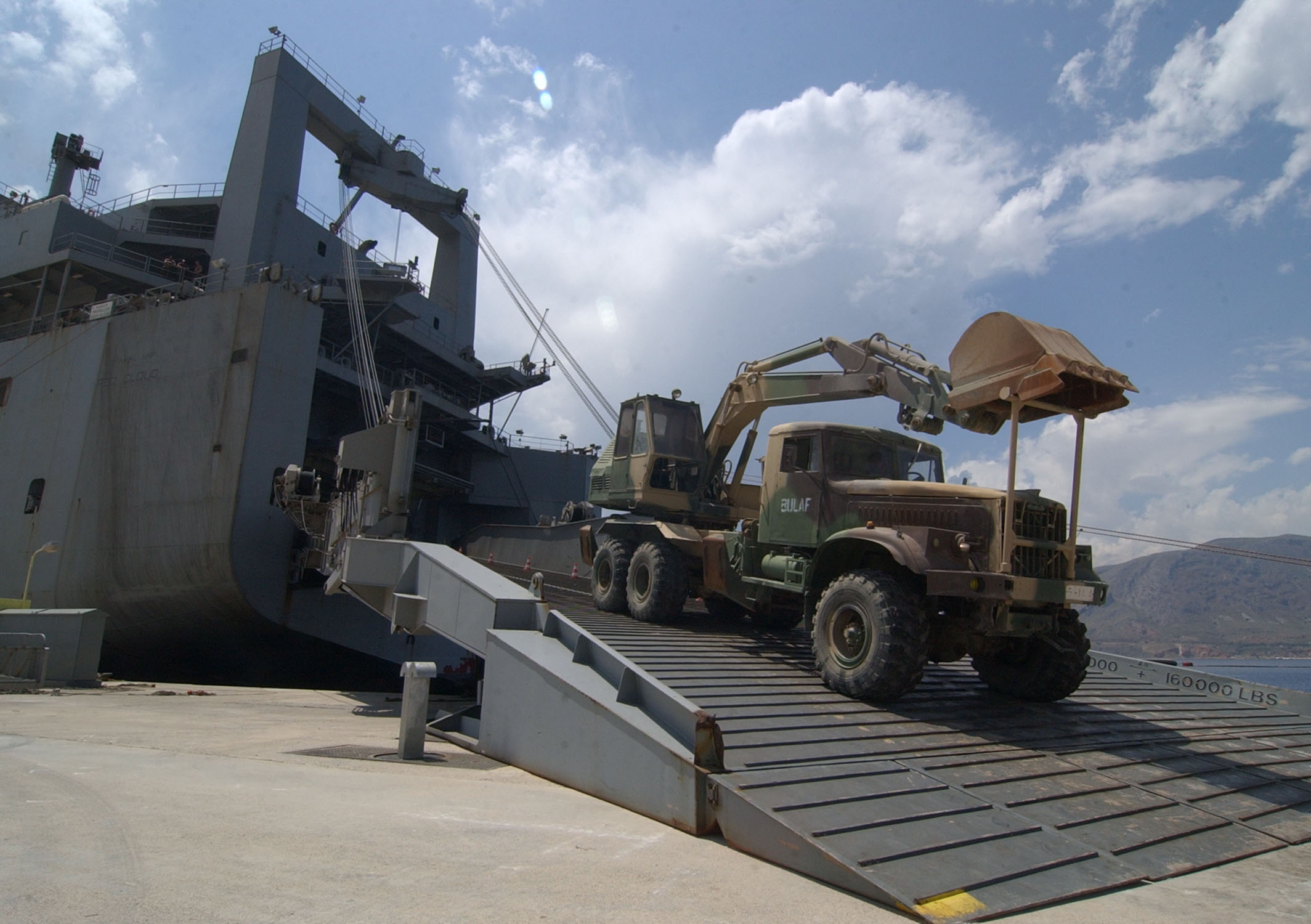
Экскаватор ЭОВ-4421 вооружённых сил Болгарии

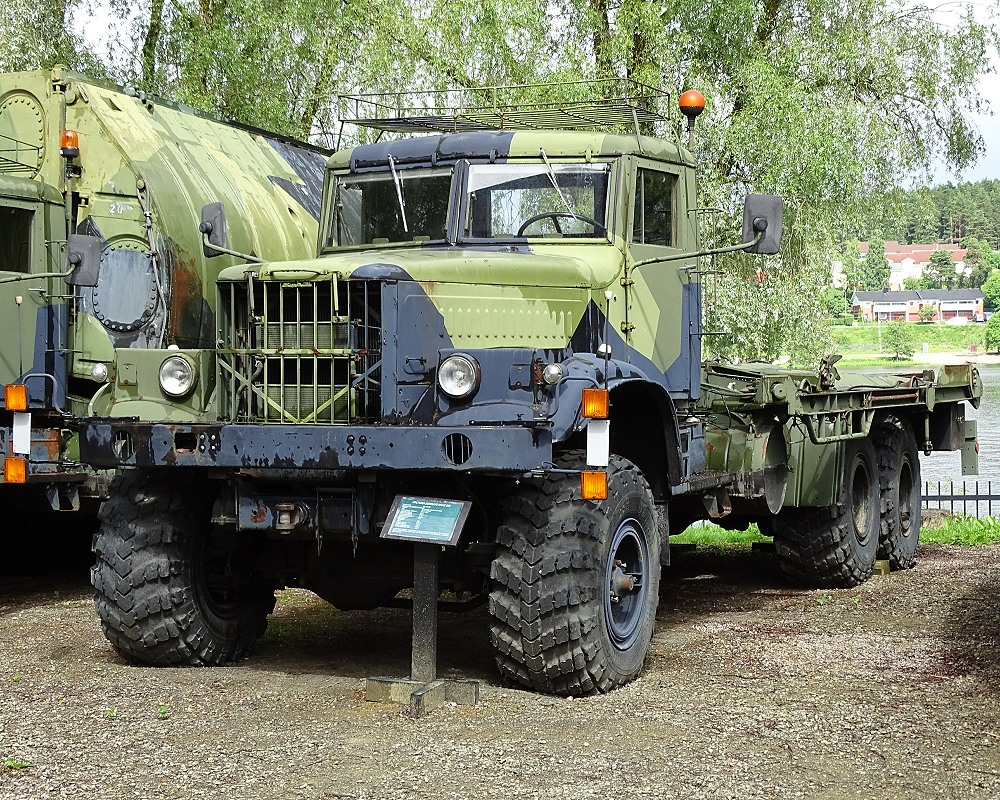
КрАЗ-255Б ПМП в артиллерийском музее, Финляндия

КрАЗ-255 состоял на вооружении в СССР как отдельно, так и в качестве шасси под спецоборудование.
На шасси КрАЗ-255Б базировалось в том числе и следующее оборудование:
- понтонный парк ПМП[10] / ПМП-М,
- тяжёлый механизированный мост ТММ-3[10],
- экскаватор Э-305БВ,
- КС-3572 — армейский стреловой подъёмный кран[10]
- ОПС — передвижная опреснительная станция на шасси КрАЗ-255Б[10]
- ПРВ-16Б — передвижной радиолокационный радиовысотометр ПРВ-16 на шасси КрАЗ-255Б. В апреле 2020 года в Белоруссии была освоена их модернизация с обновлением элементной базы[11].
- ЭОВ-4421 — гидравлический экскаватор (объем ковша 0,65 м³, глубина выемки грунта до 3,25 м, радиус действия до 7,34 м)[12]
- ТЗ-8-255Б — топливозаправщик[13]
- АЦ-8,5-255Б — автоцистерна[13]
- МБПК — мобильный банно-прачечный комплекс, разработан в 2015 году[14].
- 122-мм РСЗО «Град» на шасси КрАЗ-255 — модель для вооружённых сил Таджикистана (десять машин были впервые представлены 23 февраля 2020 на военном параде в Душанбе)[15]
- Jupiter — 130-мм самоходное орудие на шасси КрАЗ-255Б, разработанное на Кубе (советская 130-мм пушка М-46 на шасси КрАЗ-255Б с новой бескапотной кабиной)[16]
- PTH-130-K255B — 130-мм самоходное орудие на шасси КрАЗ-255Б, разработанное во Вьетнаме (демонстрационный образец представлен в 2021 году)[16].
- КрАЗ-255Д — тягач для работы с 14-тонным активным полуприцепом ММЗ-881 в составе не пошедшей в серию транспортной машины Зенитно-ракетных войск 5Т55.

### Гражданские

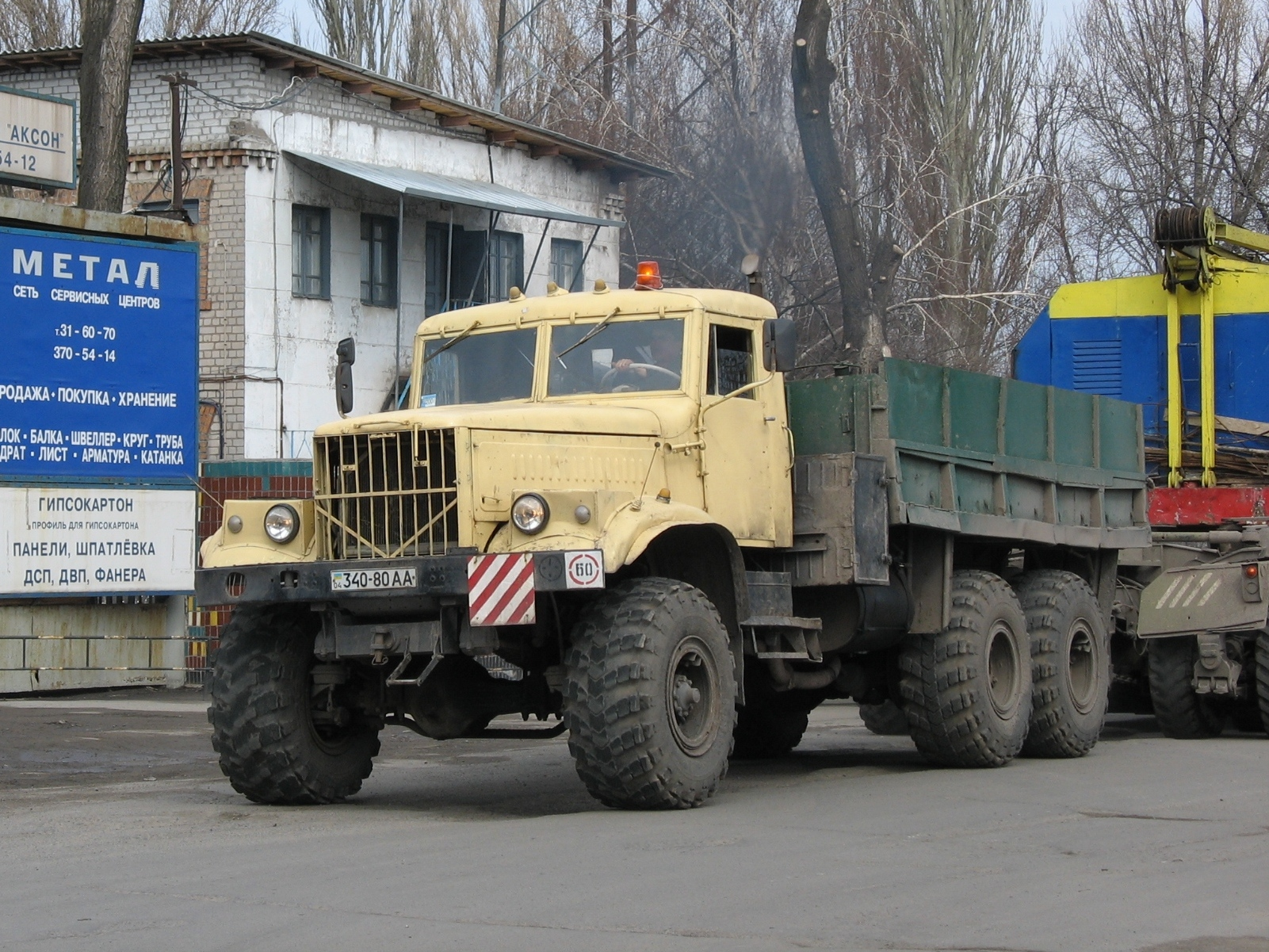
КрАЗ-255Б1 в роли гражданского балластного тягача, Днепропетровск

Автомобиль применяется и в гражданском секторе экономики: использовались как грузовые машины общего назначения, лесовозы, тягачи в автопарках и на аэродромах, в нефтегазовой промышленности и др.
- КрАЗ-255Б (1967) — базовый автомобиль с платформой, или шасси без платформы. Предназначен для перевозки грузов и буксировки прицепов по дорогам I и II категорий, грунтовым дорогам и местности. Шасси этого автомобиля широко используется некоторыми предприятиями для монтажа автокранов, экскаваторов, бурильных установок, цементировочных агрегатов, сваезабивочных машин и многих других видов техники.
- КрАЗ-255БС (1969) — вариант для Крайнего Севера[17][18].
- КрАЗ-255Б1 (1979)[19] — модификация с раздельным (двухконтурным) приводом тормозов, также в конструкцию введён противозамерзатель для впрыска антифриза в пневмосистему[20].
- КрАЗ-255В — седельный тягач[21], предназначенный для буксировки полуприцепов общей массой до 18 т по всем видам дорог и 26 т по дорогам с твёрдым покрытием. Для сцепки с полуприцепом автомобиль оборудован седельно-сцепным устройством.
- КрАЗ-255Л — лесовоз[21].

## Галерея

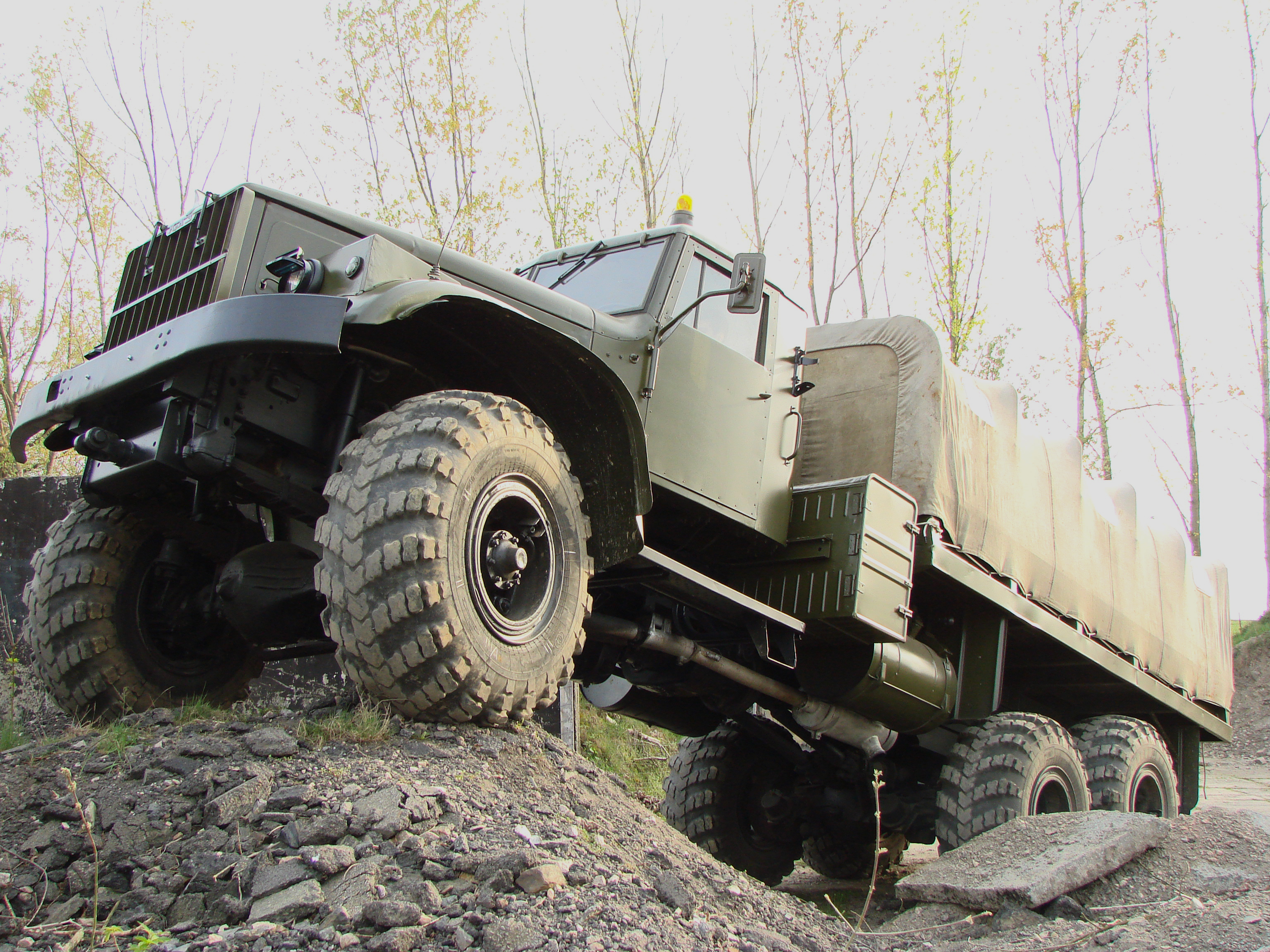
КрАЗ-255Б
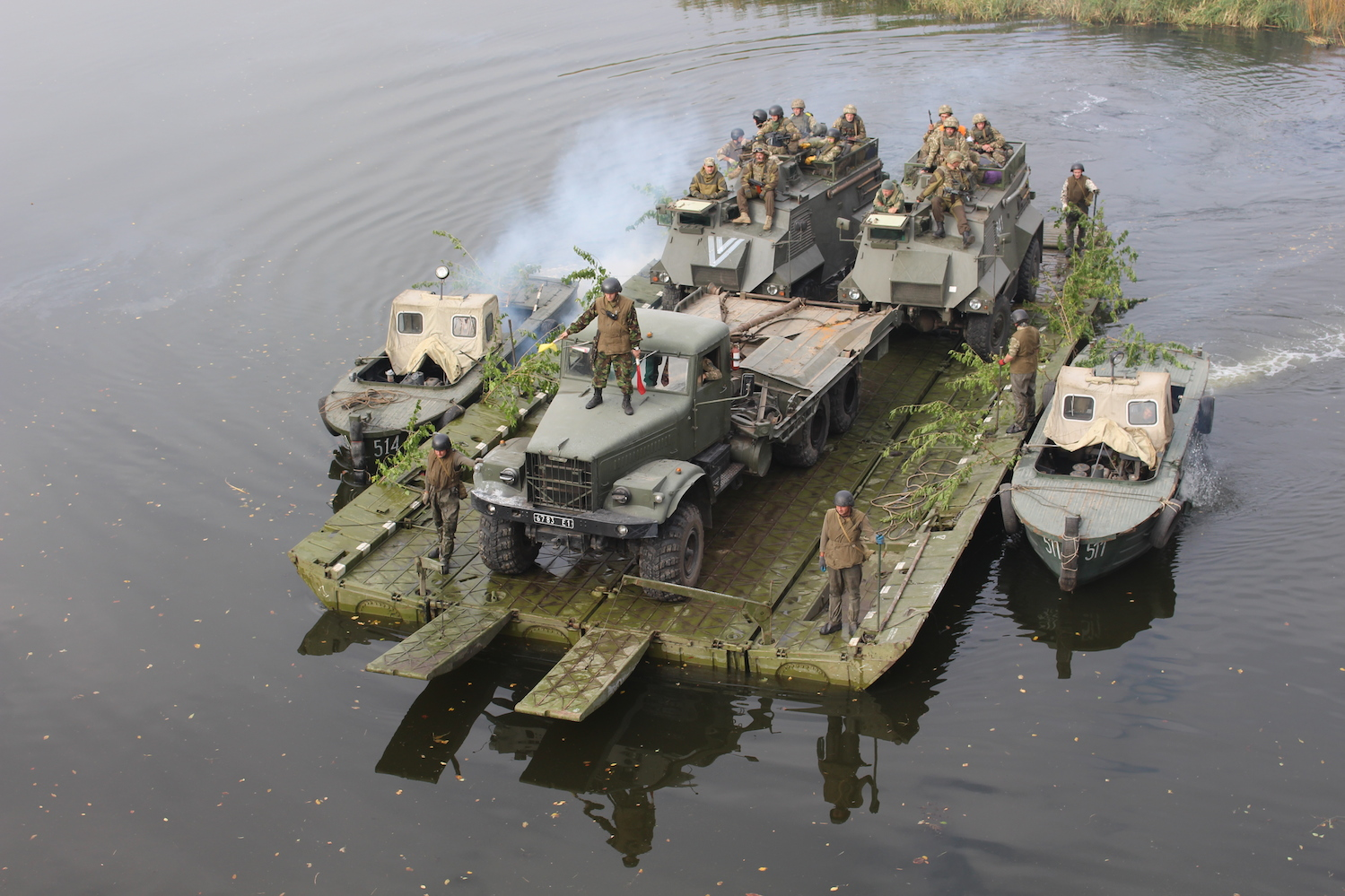
КрАЗ-255Б на учениях, Днепропетровская область, Украина
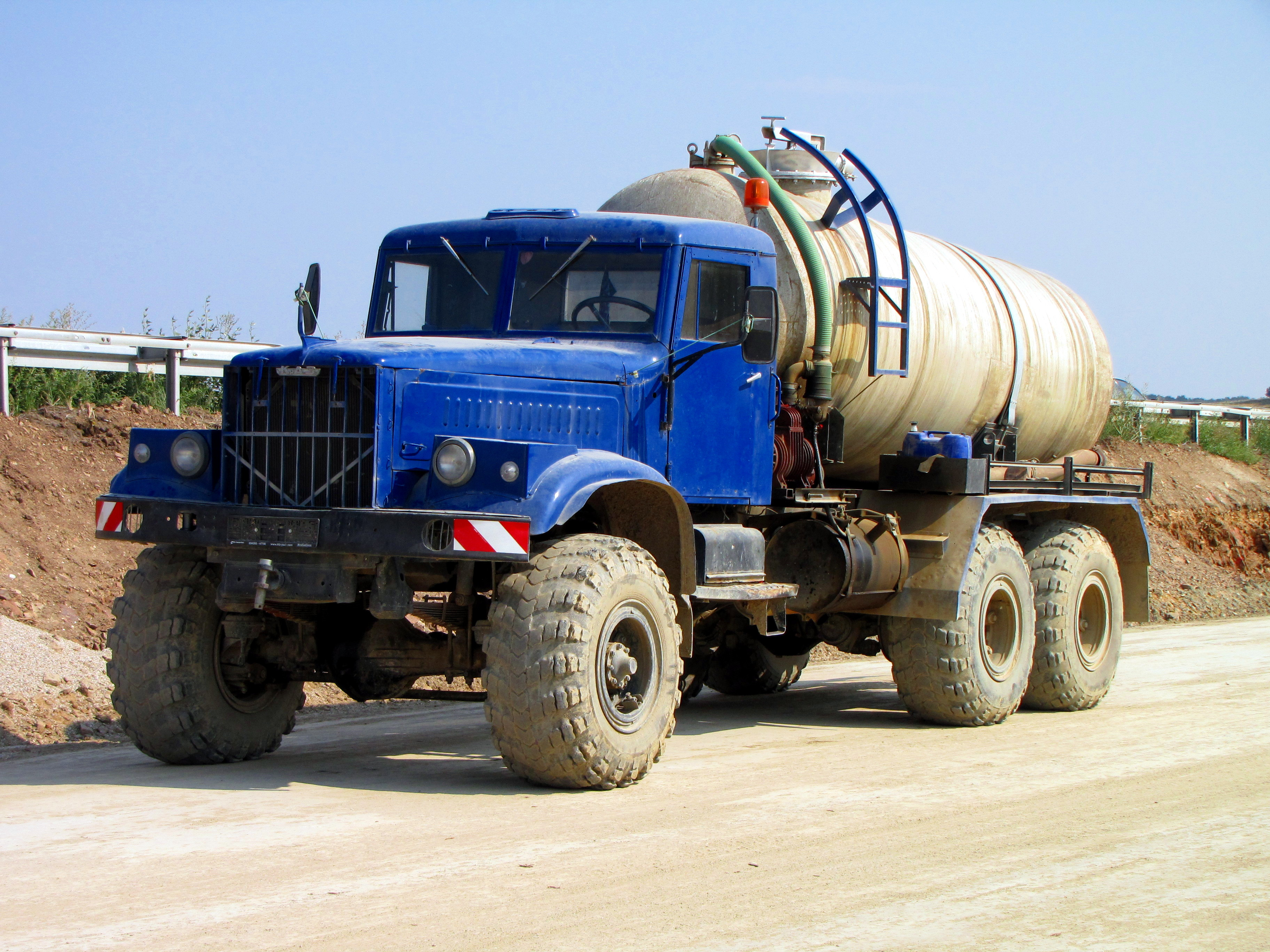
КрАЗ 255Б с бочкой прицепа-цистерны Fortschritt HTS 100 на шоссе между Радебургом и Марсдорфом, Германия
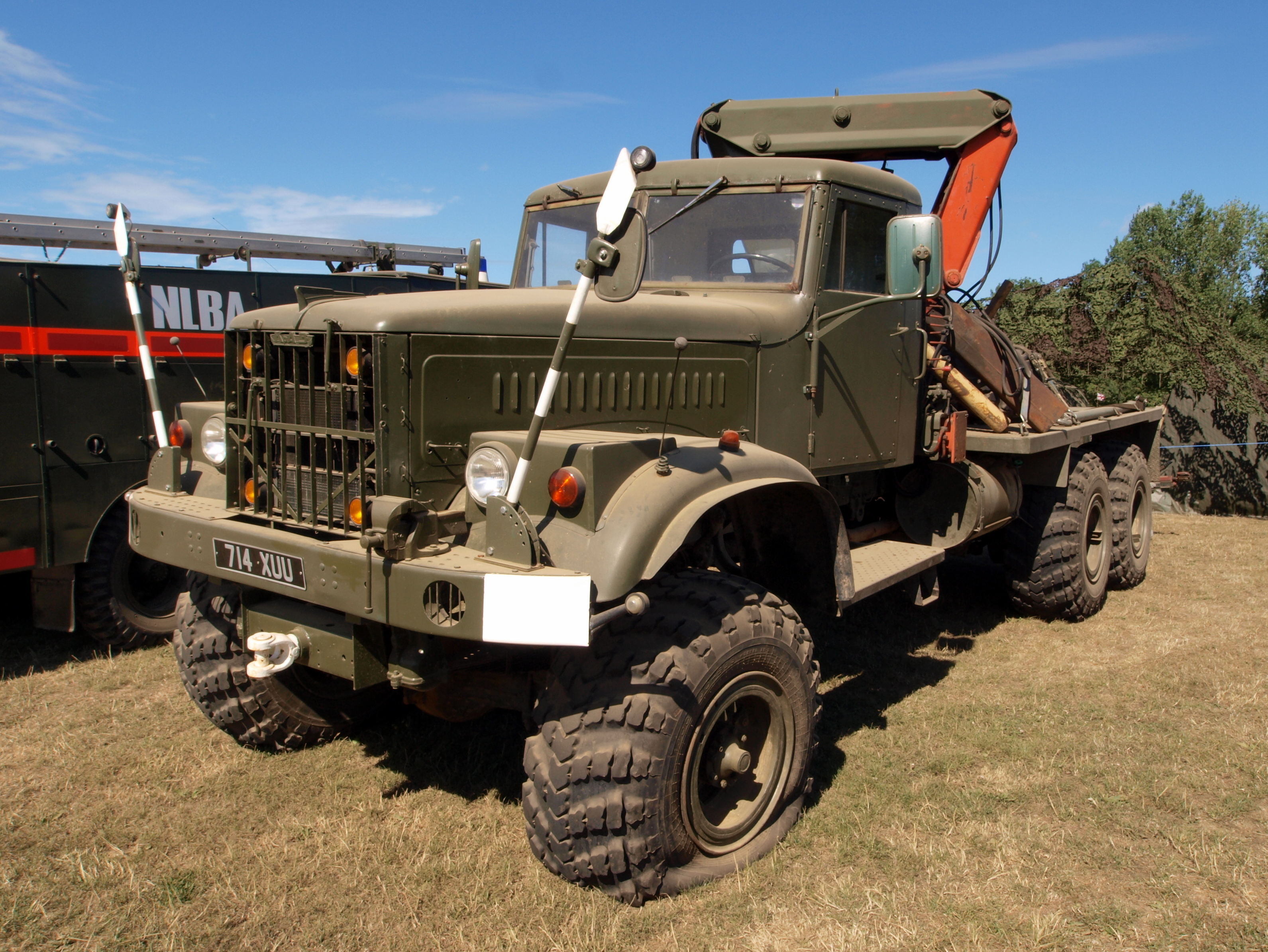
КрАЗ-255Б с манипулятором, выставка "Trucks at the War and Peace Show", Великобритания
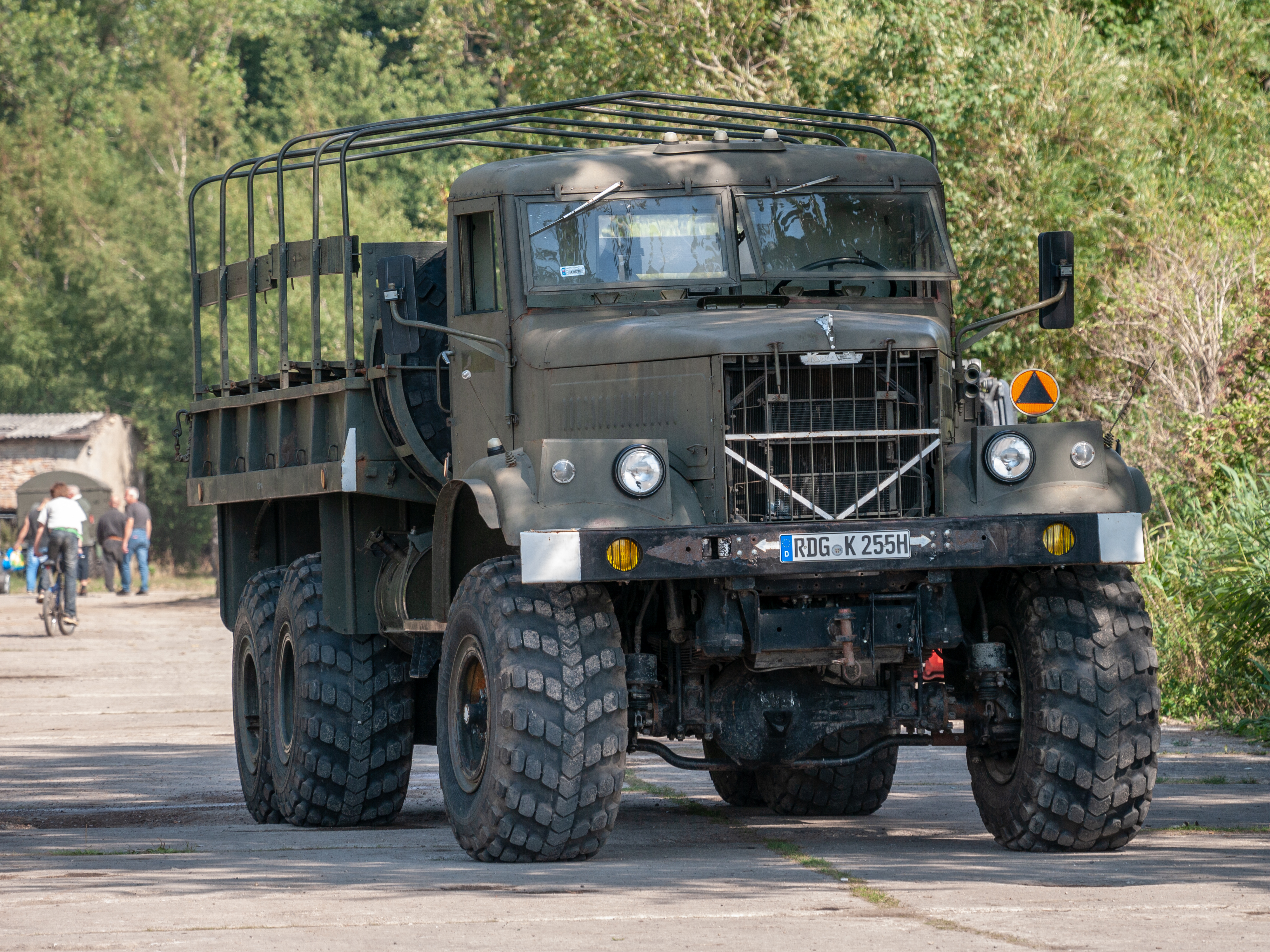
КрАЗ-255Б в техническом музее Пютниц, Германия
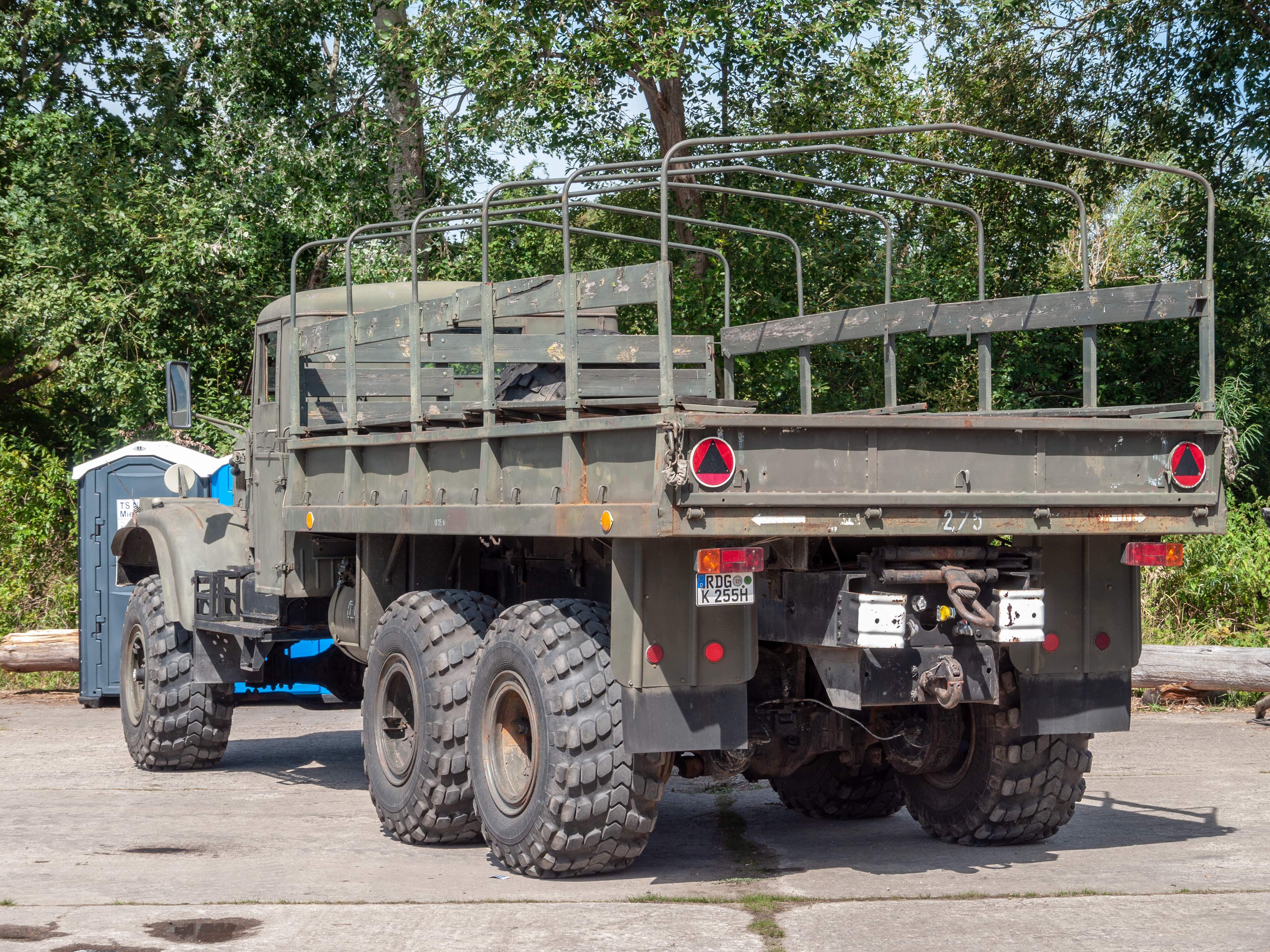
КрАЗ-255Б в техническом музее Пютниц, Германия
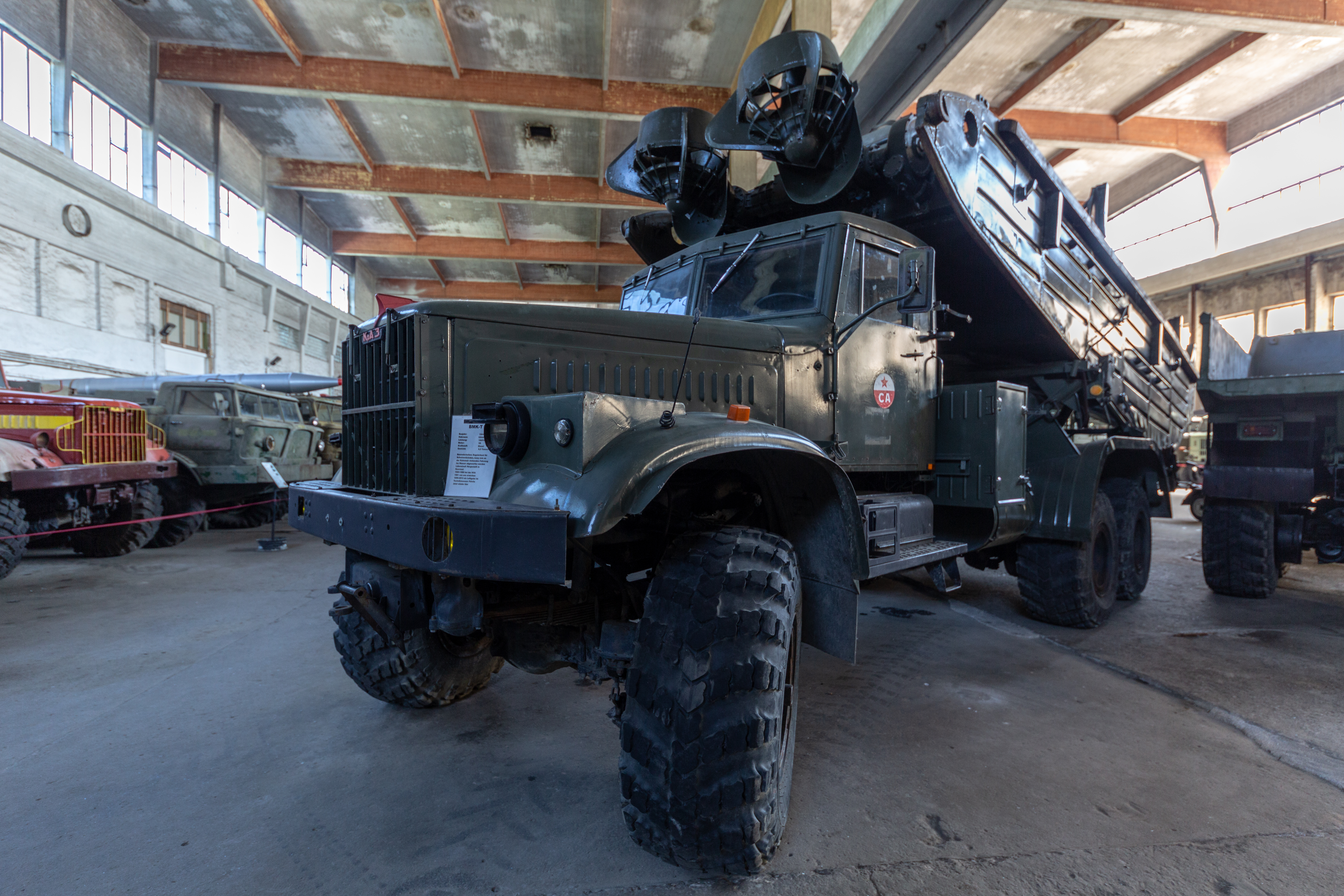
КрАЗ-255Б с буксирно-моторным катером БМК-Т, технический музей Пютниц, Германия
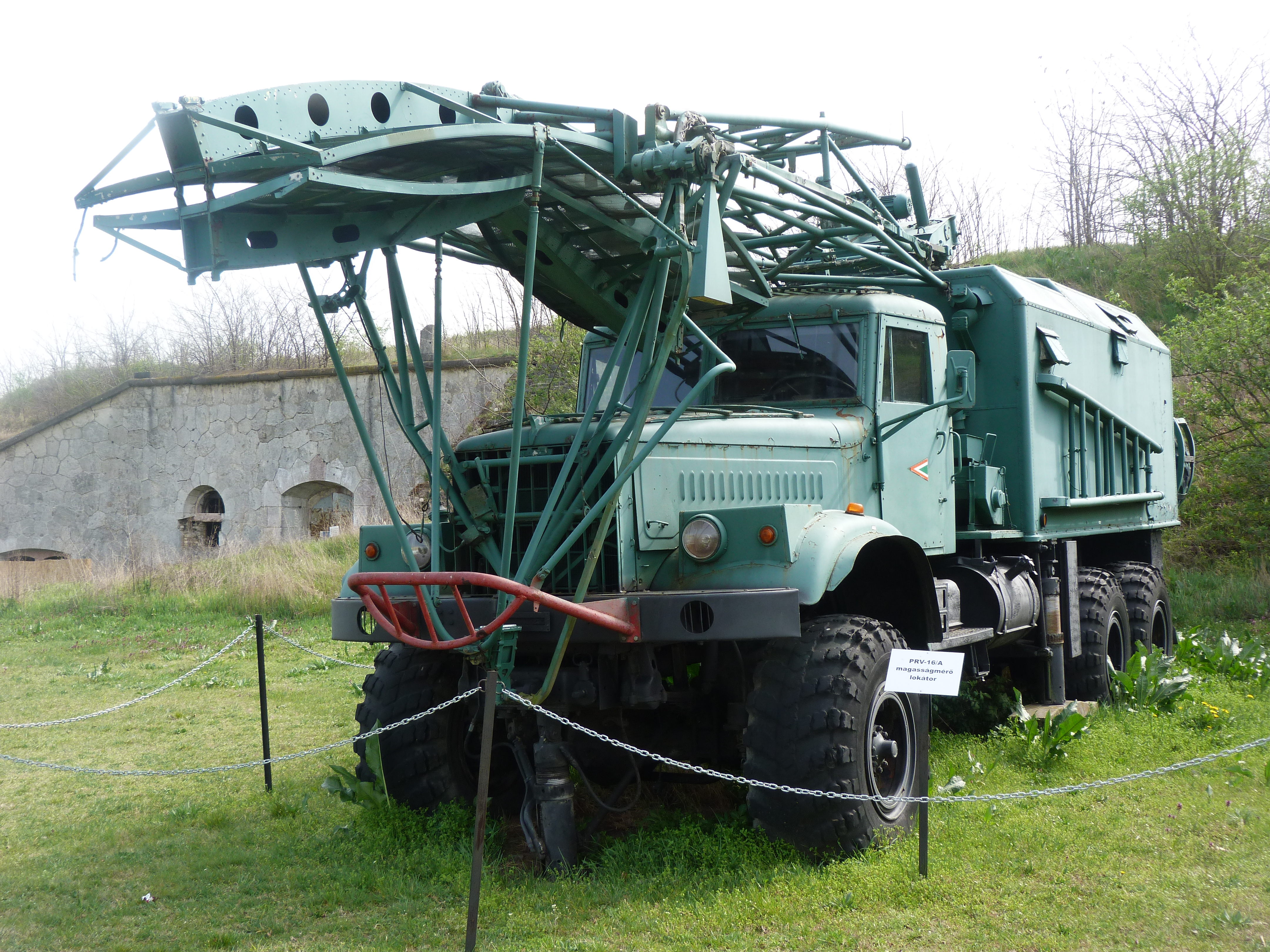
Советский радиовысотомер ПРВ-16 "Надёжность", Венгрия
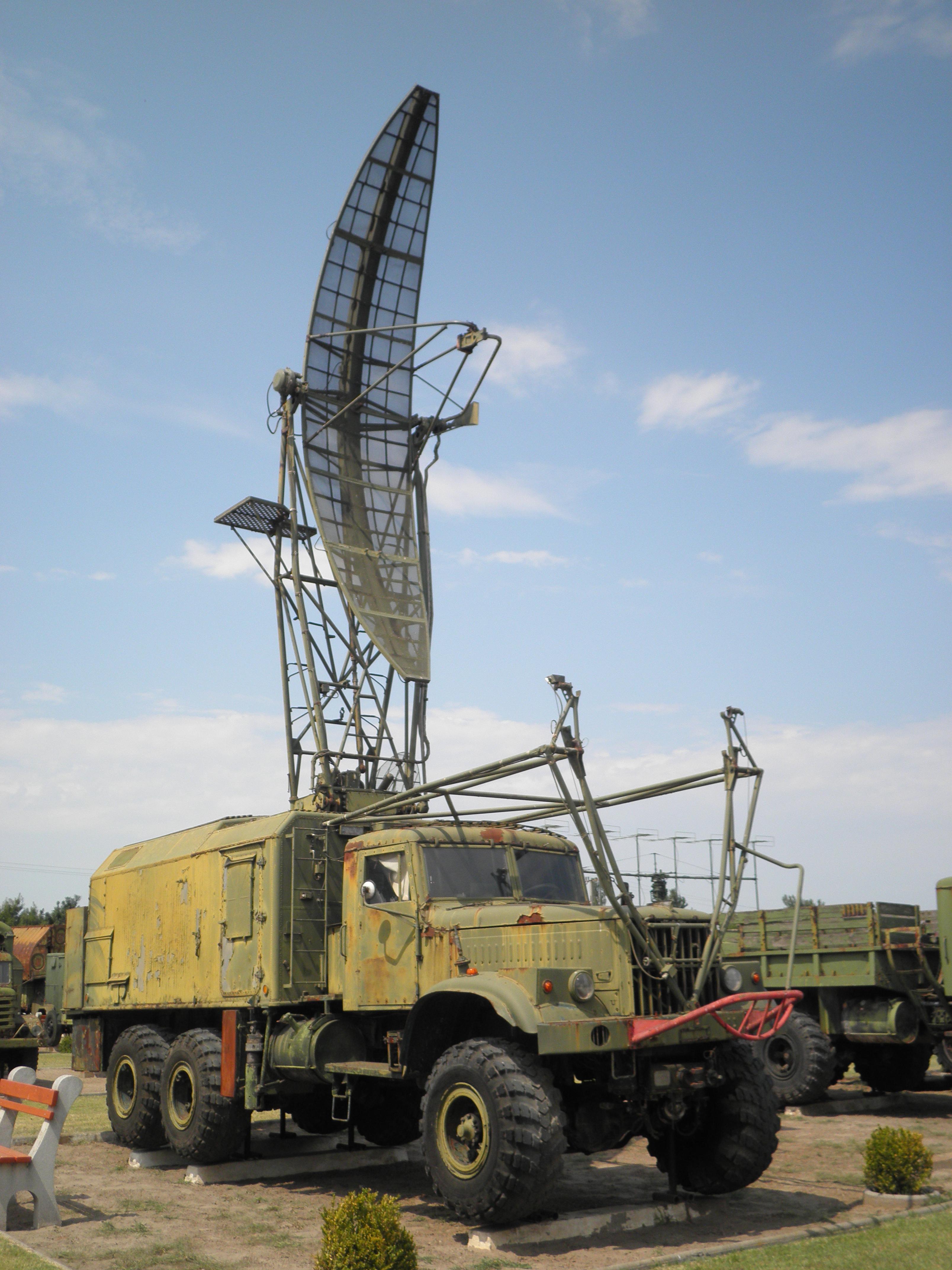
Советский радиовысотомер ПРВ-16 "Надёжность", Венгрия
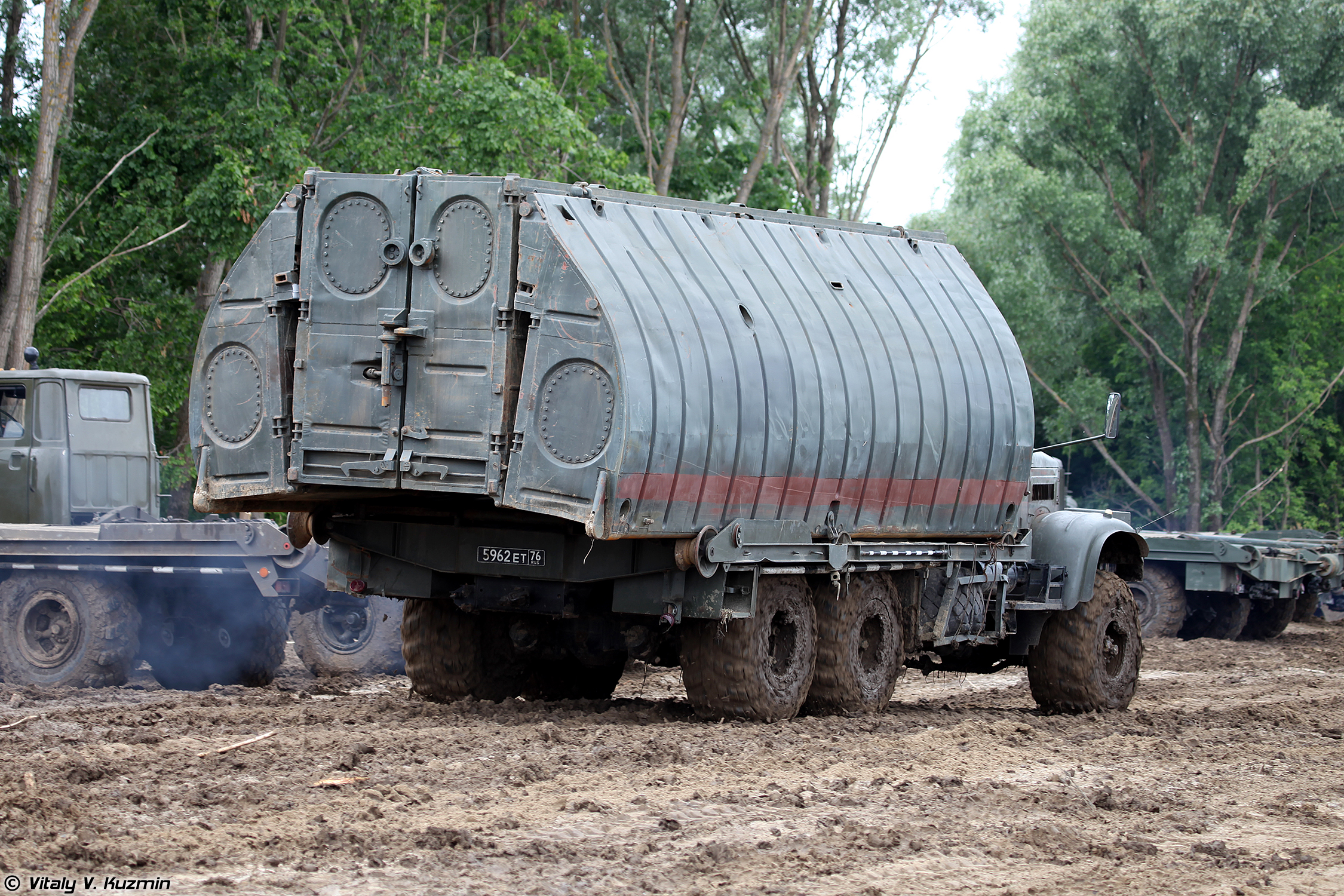
Подготовка к развертыванию наплавного моста через реку Ока из средств ПМП на шасси КрАЗ-255Б
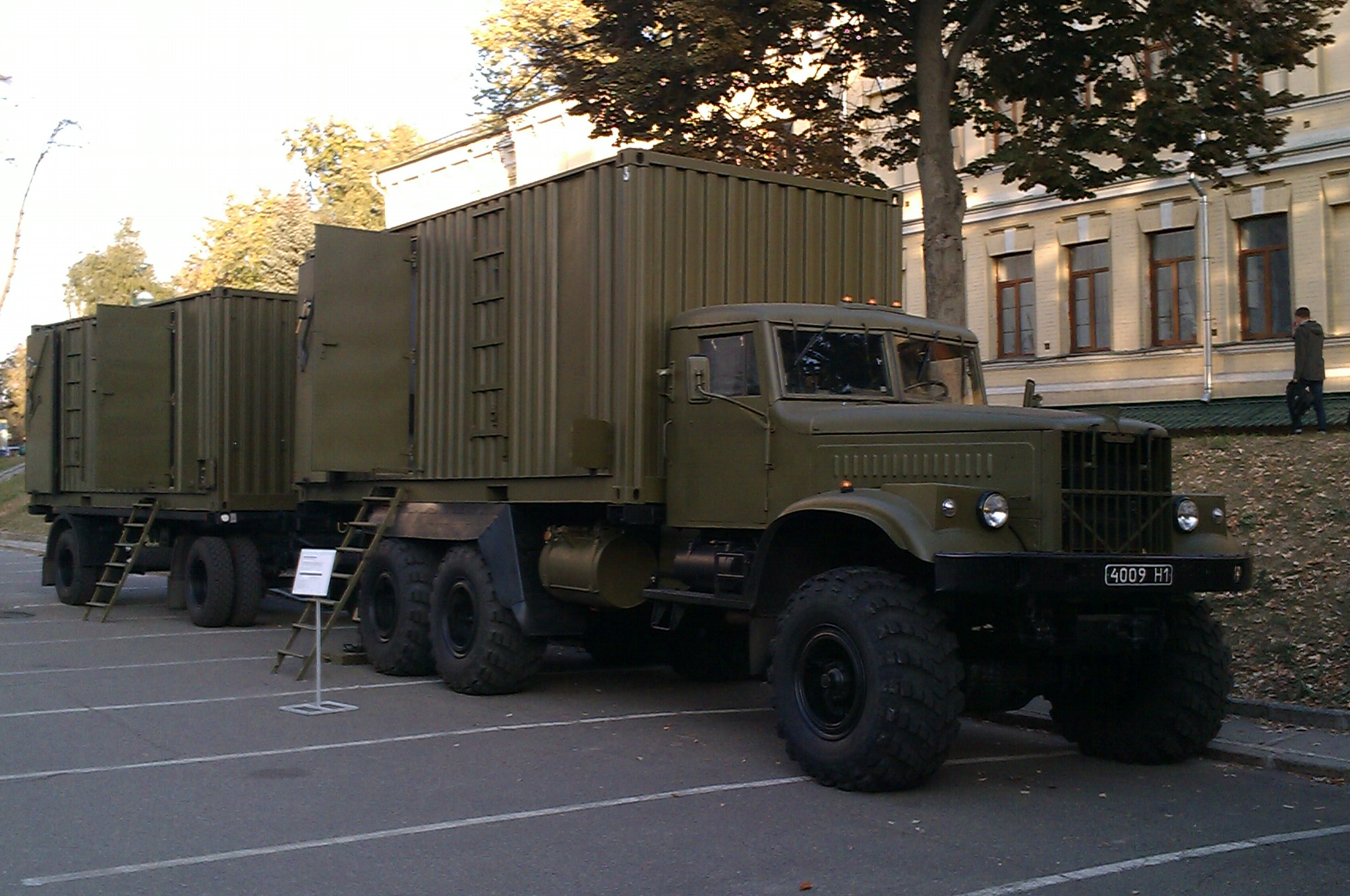
Мобильный банно-прачечный комплекс (МБПК) на базе КрАЗ-255 в Киеве, Украина
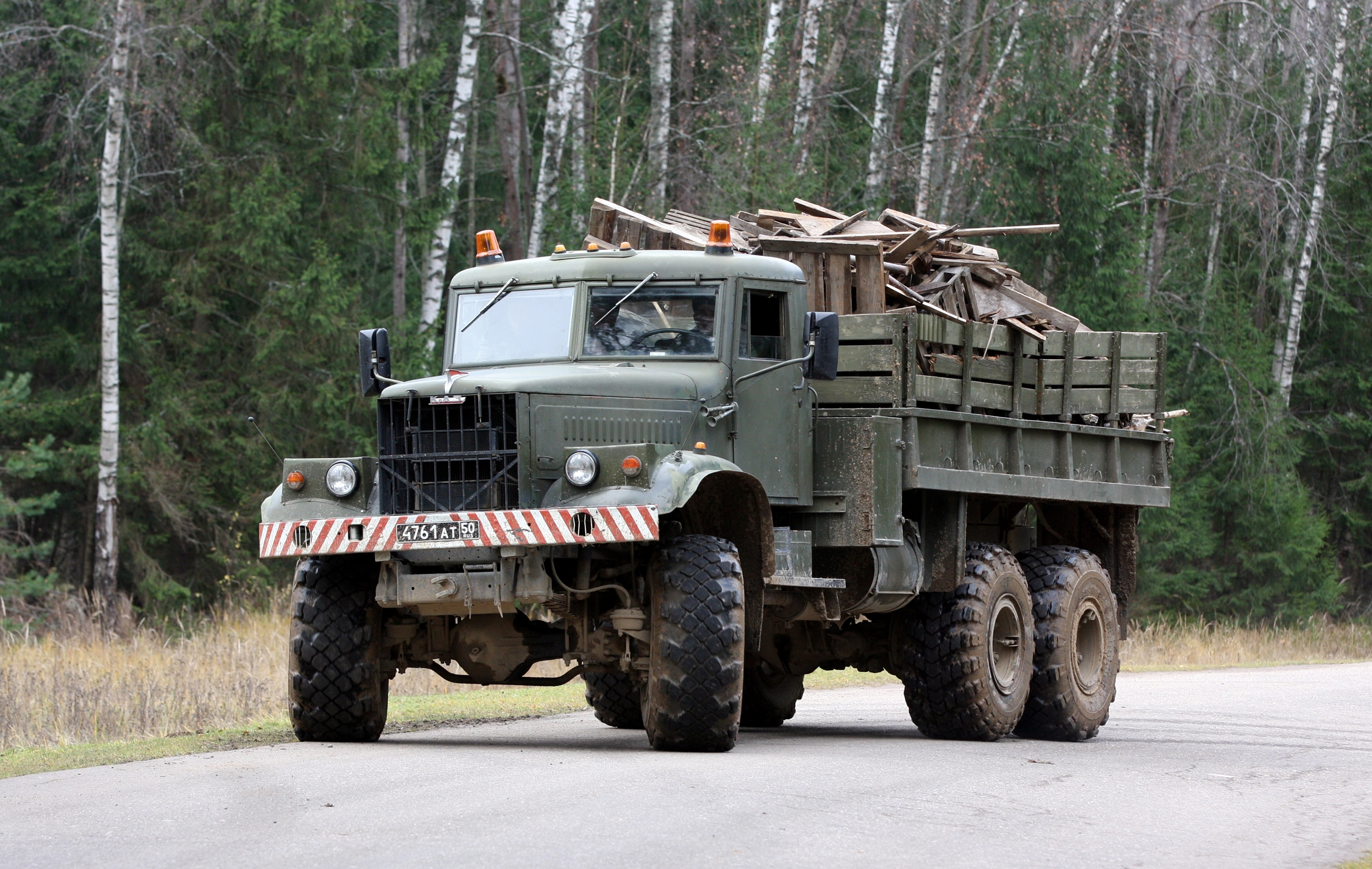
КрАЗ-255Б, Россия
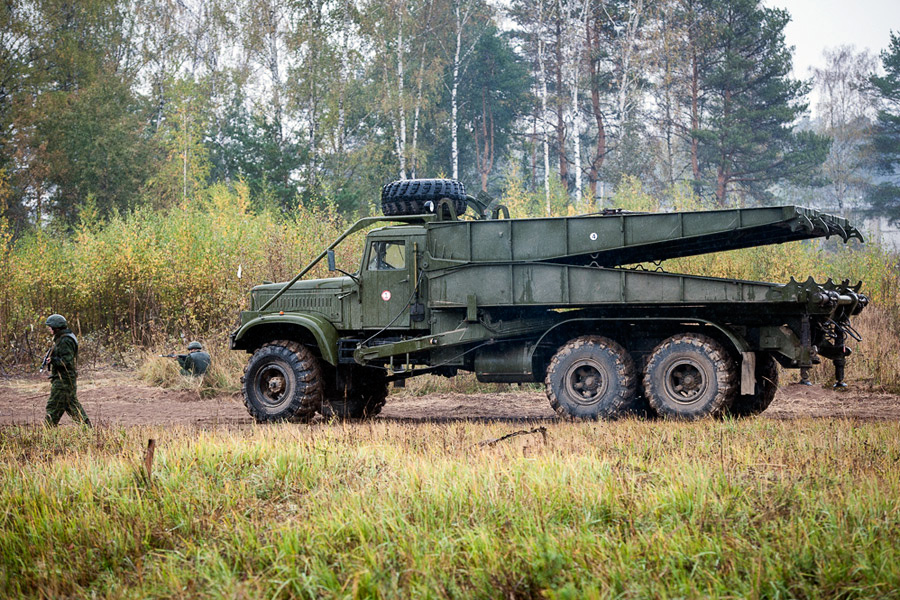
Тяжёлый механизированный мост ТММ-3 на полигоне инженерных войск в подмосковном Николо-Урюпине
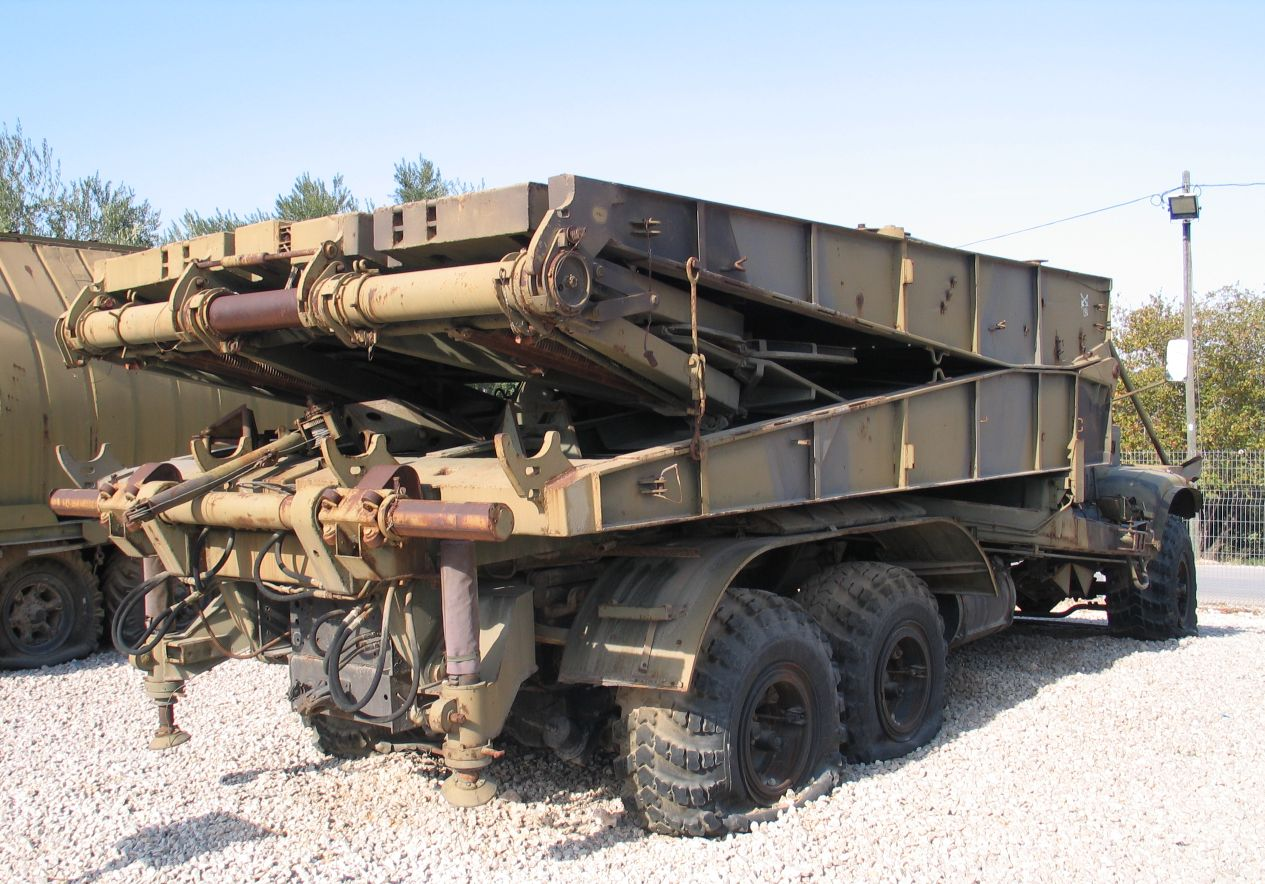
ТММ-3, вид сзади
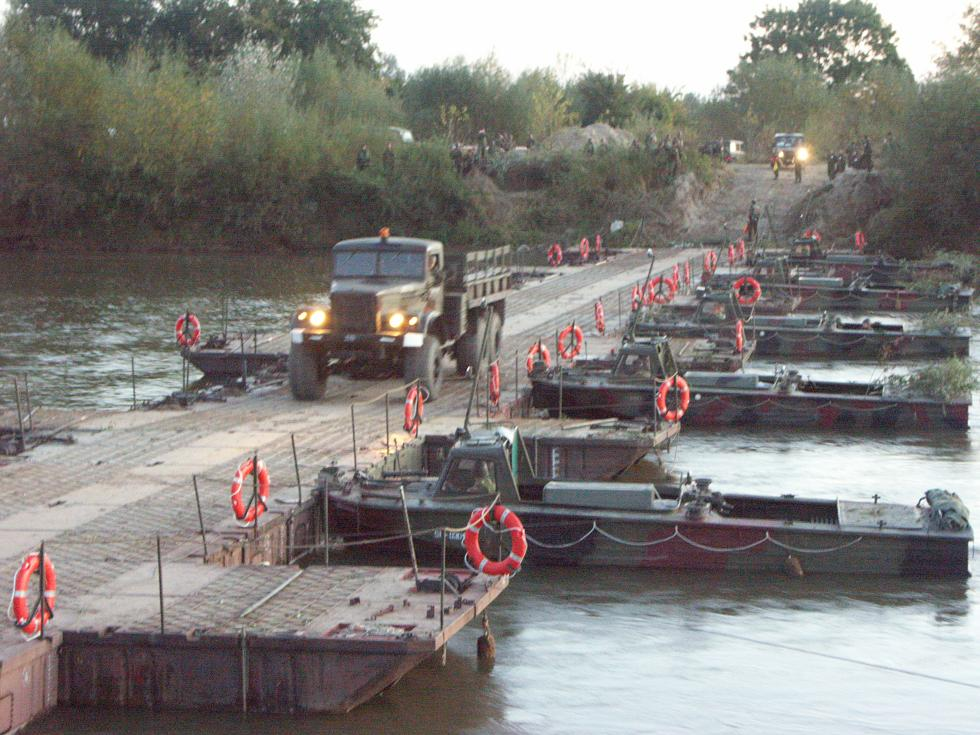
КрАЗ-255Б на учениях, Польша